# قيسامي الحسين
قيسامي الحسين (2 أبريل 1965 -) (بالفرنسية: El Houcine Kissami)‏ كاتب وصحفي مغربي فاز بجائزة المقال الساخر من تنظيم المنتدى العربي للسخرية في رمضان 2012 في مقاله: الثورة كما شرحتها لابني. كما فاز بجائزة مجموعة «القصة الومضة» عن الرابطة العربية للومضة القصصية بعد حصوله على المرتبة الأولى بفضل القصة القصيرة جدا «عقدة الديك» وشارك بقصتين في أنطولوجيا القصة القصيرة بالمغرب «من جيل التأسيس إلى جيل الإنترنت» (إصدار رقمي 2014)

## أعماله
- مجموعة قصصية مشتركة «كنوز القصة الومضة» 2015 عن الرابطة العربية للومضة القصصية
- ديوان مشترك «كتاب غاليري في شعر الهايكو» 2015
- مجموعة قصصية ساخرة «مرآة تبحث عن هوية» 2017 عن دار غراب للنشر والتوزيع بالقاهرة

## وصلات خارجية
1. الدكتور الرمضاني يكتب عن سخرية الحسين قيسامي
2. الصحفي عبد الحفيظ بولحوال يكتب عن سخرية الحسين قيسامي

## استشهادات
1. ↑  "الرابطة العربية للومضة القصصية: الكاتب/ قيسامي الحسين (المغرب)". الرابطة العربية للومضة القصصية. مؤرشف من الأصل في 2020-07-18. اطلع عليه بتاريخ 2020-07-18.
2. ↑  "صدور كتب "مرآة تبحث عن هوية" للكاتب الحسين قيسامي". سواليف. 13 يناير 2018. مؤرشف من الأصل في 2020-07-18. اطلع عليه بتاريخ 2020-07-18.